# Зеленогайська сільська рада (Заліщицький район)
Зеленога́йська сільська́ ра́да — адміністративно-територіальна одиниця та орган місцевого самоврядування в Заліщицькому районі Тернопільської області. Адміністративний центр — село Зелений Гай.

## Загальні відомості
- Територія ради: 18,01 км²
- Населення ради: 1 103 особи (станом на 2001 рік)
- Територією ради протікає річка Дністер

## Населені пункти
Сільській раді були підпорядковані населені пункти:
- с. Зелений Гай
- с. Печорна

## Склад ради
Рада складалася з 16 депутатів та голови.
- Голова ради: Прокоп Ігор Михайлович
- Секретар ради: Діка Іванна Дмитрівна

### Керівний склад попередніх скликань
| Прізвище, ім'я, по батькові | Основні відомості                                            | Дата обрання | Дата звільнення |
| --------------------------- | ------------------------------------------------------------ | ------------ | --------------- |
| Яніга Марія Павлівна        | Сільський голова, 1958 року народження, член Народної партії | 26.03.2006   | 31.10.2010      |
| Прокоп Ігор Михайлович      | Сільський голова, 1962 року народження, освіта вища          | 17.07.2011   |                 |

Примітка: таблиця складена за даними сайту Верховної Ради України

### Депутати
За результатами місцевих виборів 2010 року депутатами ради стали:

#### За суб'єктами висування
| Суб'єкт висування | Кількість обраних депутатів | %   |
| ----------------- | --------------------------- | --- |
| Самовисування     | 16                          | 100 |

#### За округами
| № округу | Прізвище, ім'я, по батькові     | Дата визнання обраним | Освіта  | Партійна приналежність                  | Відомості про обраного депутата                           |
| -------- | ------------------------------- | --------------------- | ------- | --------------------------------------- | --------------------------------------------------------- |
| 1        | Скрипник Іванна Дмитрівна       | 05.11.2010            | вища    | позапартійна                            | Виконкомс. Зелений Гай, секретарка                        |
| 2        | Хом'як Любов Ярославівна        | 05.11.2010            | середня | позапартійна                            | Виконкомс. Зелений Гай, бухгалтер                         |
| 3        | Сліворська Галина Іванівна      | 05.11.2010            | середня | член Народної партії                    | загальноосвітня школа с. Зелений Гай, технічний працівник |
| 4        | Шевчук Любомир Романович        | 05.11.2010            | вища    | позапартійний                           | ГРВВм. Заліщики, лікар                                    |
| 5        | Шевчук Зінаїда Василівна        | 05.11.2010            | середня | позапартійна                            | пенсіонер                                                 |
| 6        | Бойчук Роман Іванович           | 05.11.2010            | середня | позапартійний                           | тимчасово не працює                                       |
| 7        | Крілик Михайлович Васильович    | 05.11.2010            | середня | позапартійний                           | тимчасово не працює                                       |
| 8        | Харук Дмитро Михайлович         | 05.11.2010            | середня | позапартійний                           | приватний підприємець                                     |
| 9        | Іванишин Мирослав Іванович      | 05.11.2010            | середня | позапартійний                           | пенсіонер                                                 |
| 10       | Яніга Віталій Віталійович       | 05.11.2010            | вища    | позапартійний                           | народний клубс. Печорна, технічний працівник              |
| 11       | Боднар Ольга Василівна          | 05.11.2010            | середня | позапартійна                            | приватний підприємець                                     |
| 12       | Шевчук Іван Григорович          | 05.11.2010            | середня | позапартійний                           | пенсіонер                                                 |
| 13       | Тумак Віталій Васильович        | 05.11.2010            | середня | позапартійний                           | ПП «Андріатика», водій                                    |
| 14       | Шевчук Марія Михайлівна         | 05.11.2010            | вища    | член Політичної партії «Сильна Україна» | тимчасово не працює                                       |
| 15       | Гнатюк Василь Йосипович         | 05.11.2010            | середня | позапартійний                           | пенсіонер                                                 |
| 16       | Деревенський Ярослав Михайлович | 05.11.2010            | середня | позапартійний                           | пенсіонер                                                 |